# ラインメタル 120 mm L44
ラインメタル 120 mm L44（Rheinmetall 120 mm L/44）は、ドイツのラインメタル社が開発した44口径120mm滑腔戦車砲である。その規格はイギリスのチャレンジャー1/2戦車を除く西側諸国の第3世代及び第3.5世代主力戦車のほとんどに採用された。最初に装備されたのは、西ドイツのレオパルト2戦車であり、1979年から配備が始まった。
アメリカ合衆国のジェネラル・ダイナミクス・ランド・システムズがM256の名称で、M1A1戦車以降向けにライセンス生産をしており、日本でも日本製鋼所が90式戦車用にライセンス生産を行っている。

## 概要
NATO軍の主な第2世代主力戦車は、戦車砲にロイヤル・オードナンス L7 105mmライフル砲（砲身長51口径）を採用していた。新型戦車に搭載する、より強力な戦車砲の開発は1965年（一説には1964年）より開始された。1963年に開始されたアメリカと西ドイツの共同の戦車開発計画であるMBT70計画においても、152mmガンランチャーの搭載を主張するアメリカに対し、西ドイツは120mm滑腔砲の搭載を主張し、MBT70計画から離脱後に120mm滑腔砲装備の新型戦車を開発することとした。

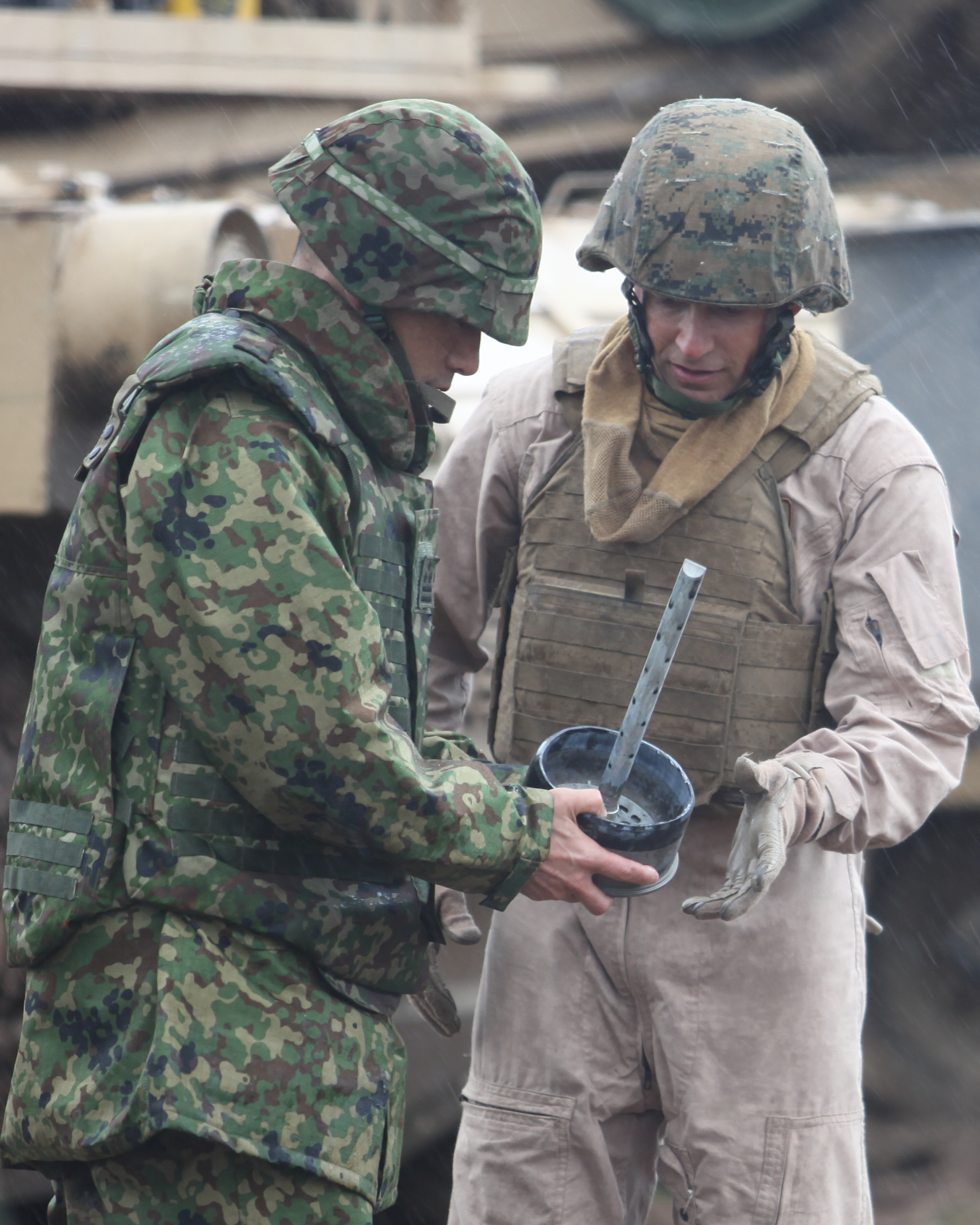
排出された弾底部

ラインメタル 120 mm砲には、成形炸薬弾（HEAT）・多目的対戦車榴弾（HEAT-MP：High Explosive Anti-Tank Multi-Purpose）や装弾筒付翼安定徹甲弾（APFSDS）の各砲弾が使用できる。また、アメリカ軍が使用する多目的榴弾（MPAT）のM830A1は、近接信管を内部に組み込んでいるため、低空を低速で飛行するヘリコプターなども標的にすることができる。
大型化した砲弾の取り扱いを少しでも容易にするため、発射時に薬莢が金属底部を除いて焼失する燃焼薬莢方式を採用しているが、構造上空包が作れないという欠点があった。後に訓練・式典用として非燃焼薬莢の空包が提供されるようになったが、訓練用としてはTPFSDS（陸上自衛隊）の様な、一定距離で分解または失速する訓練専用弾が使用されている。
イスラエルのメルカバ Mk 3/Mk 4やイタリアのアリエテ、フランスのルクレールに採用されている120mm滑腔砲は、砲弾互換性はあるもののそれぞれ国産オリジナルの製品であるとされている。
ドイツのレオパルト2A6以降のバリエーションでは、オリジナルの薬室を保ったまま砲身長を55口径に延長し、より高い砲口初速を得て射程延伸を図った改良型であるラインメタル 120 mm L55が採用されている。
日本の10式戦車の主砲として採用されている10式戦車砲は、このL44を参考にして新規開発が行われている。
120mm KE DM53および改良型のDM63はラインメタル 120mm砲用の新式の弾薬であり、従来の44口径型と長砲身55口径型の両方で使用可能である。

## 採用国

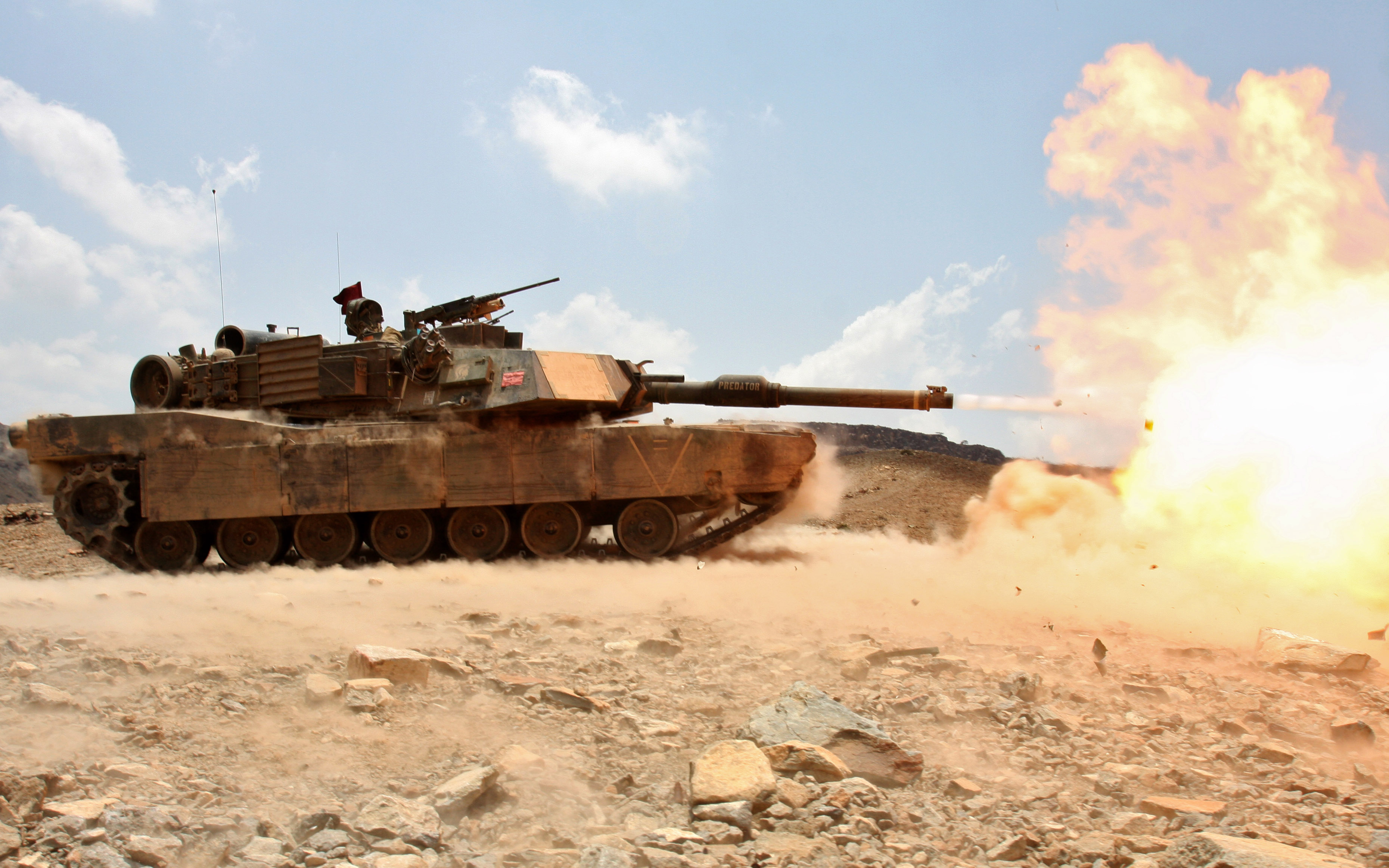
M256を搭載したM1A1 エイブラムスの射撃

アメリカ合衆国
- M1A1/A2/A2SEP

 日本
- 90式

 韓国
- K1A1

 ドイツ
- レオパルト2

 イタリア
- C-1アリエテ

## 諸元・性能

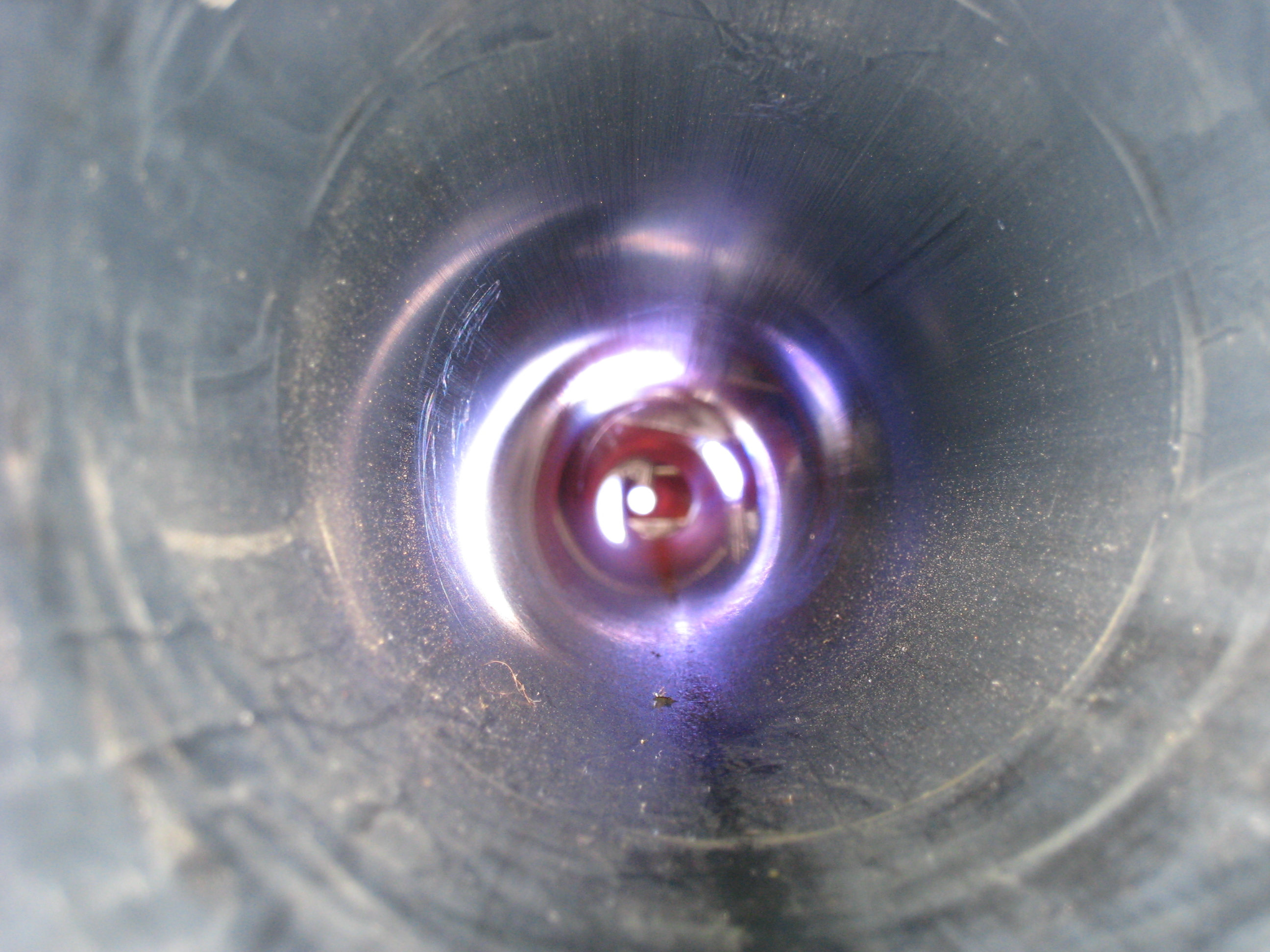
砲身の内部

諸元
- 種別: 後装式滑腔砲
- 口径: 120mm
- 砲身長: 44口径長（L/44）、55口径長（L/55）
- 重量: 3,780キログラム (8,330 lb)（システム）
1,190キログラム (2,620 lb)（砲身）
- 全長: 5.89メートル (19.3 ft)

作動機構
- 砲尾: 垂直鎖栓式閉鎖機
- 砲架: 車載砲

性能
- 薬室圧力: 660 MPa (96,000 psi)
※M829A1 APFSDS-T弾使用、気温21℃時
- 初速: 1,580-1,750m/s

砲弾・装薬
- 弾薬: 完全弾薬筒; STANAG 4385（120x570mm）, 4110, 4493など